# Maestra: Strings of Truth
Maestra: Strings of Truth (en hangul, 마에스트라; romanización revisada, Maeseuteura; literalmente, «Maestra») es una serie de televisión surcoreana dirigida por Kim Jung-kwon y protagonizada por Lee Young-ae, Lee Moo-saeng, Kim Young-jae y Hwang Bo-reum-byeol. Se emitió por el canal tvN desde el 9 de diciembre de 2023 hasta el 14 de enero de 2024, en horario de sábados y domingos a las 21:20 (hora local coreana).

## Sinopsis
Cha Se-eum es una exviolinista y en la actualidad directora de orquesta. Parece estar en una posición que todo el mundo envidiaría, pero su vida se ve muy sacudida por un secreto, y mientras trata de ocultarlo busca la verdad sobre los misteriosos sucesos que se producen en el seno de su orquesta.

## Reparto

### Principal
- Lee Young-ae como Cha Se-eum, exviolinista y directora de renombre mundial de una orquesta llamada Filarmónica de Hankang, que fascina a los intérpretes y al público con su personalidad audaz y decidida.[4][5][6]
  - Woo Da-bi como Se-eum de joven.
- Lee Moo-saeng como Yoo Jung-jae, presidente de UC Financial, considerado un magnate en el mundo de las inversiones.[7][8]
  - Im Sung-kyoon como Jung-jae de joven.[9][10]
- Hwang Boreumbyul como Lee Roo-na, la violinista más joven de la Filarmónica de Hankang.[11][12]
- Kim Young-jae como Kim Pil, el marido de Se-eum, compositor y profesor universitario que parece afectuoso y considerado, pero se siente inferior a su esposa debido a su éxito.[13][14]

### Secundario

#### Entorno de Se-eum
- Jung Dong-hwan como Cha Ki-baek, el padre de Se-eum, fabricante de instrumentos musicales.
- Ye Soo-jung como Bae Jung-hwa, la madre de Se-eum, exviolinista.[15][16]
  - Woo Jung-won como Jung-hwa a los 40 años.
- Kim Young-ah como Lee Hye-jung, la mejor amiga y director del taller de Se-eum.[17]
- Kang Ji-eun como Woo Young-sun, la médica de Jung-hwa.[18][19]

#### Entorno de Jung-jae
- Choi Yoon-so como Ko Yoo-ra, la exmujer de Jung-jae.[20][21]
- Kim Hyun-jun como Ko Han-gil, director ejecutivo de KVN, viejo amigo de Jung-jae y hermano mayor de Yoo-ra.[22][23]

#### Filarmónica de Hankang
- Park Ho-san como Jeon Sang-do, el alegre e ingenioso director ejecutivo de la Filarmónica de Hankang.[16][24]
- Yang Joon-mo como Ma Yo-seop, timbalista y líder sindical de la orquesta.[25]
- Jin Ho-eun como Kim Bong-joo, el primer oboísta.[16][26]
- Lee Jung-yeol como Park Jae-man, concertino y miembro de mayor edad de la Filarmónica de Hankang.[27]
- Lee Si-won como Lee Ah-jin, una trompetista que crea un extraño conflicto emocional con Se-eum.[16][28]
- Kim Min-kyu como Kim Tae-ho, el secretario de Se-eum y su gran admirador desde hace mucho tiempo.[29]
- Jin So-yeon como Kwon Soo-jin, concertino asociado, que no está satisfecho con Se-eum cuando se convierte en directora.[16]
- Jung Sun-ah como Huh Young-mi, el segundo violinista principal.
- Min A-ram como Shin Ji-ae, segundo violinista asistente principal.
- Han Jin-hee como Kang In-han, el primer violinista principal, uno de los pocos violinistas jóvenes de la orquesta, que lucha más que nadie para preservar la paz en ella.[30]
- Hwang Geon como Novaha, el primer violonchelo.[31]
- Lee Byung-joon como Oh Hyun-seok, el asistente de dirección, que ha perdido el puesto de director permanente, ocupado por mucho tiempo.[32]
- Im Se-joo como Hwang, la secretaria de Sang-do.[33]

#### Otros
- [Desconocida] como Lee Hae-na, la hermana mayor de Roo-na.
- Baek Sung-cheol como Choo Dong-shik, un detective.[34]
- Kim Yoo-dong como Baek Joo-won, un detective.

## Producción
El 3 de julio de 2023 la productora de contenidos Raemong Raein anunció que había firmado un contrato de suministro de producción con Studio Dragon para esta serie, cuyo monto era aproximadamente de 17 500 millones de wones.
Maestra: Strings of Truth está basada en la serie francesa de 2018-2019 Philharmonia, de Marine Gacem. Está escrita por Choi Yi-yoon, y dirigida por Kim Jung-kwon.
La lectura del guion tuvo lugar a finales de febrero de 2023, y el rodaje comenzó inmediatamente después. El 27 de octubre se publicaron imágenes de aquella. La protagonista Lee Young-ae declaró durante una presentación en vídeo el 27 de noviembre que se había preparado durante un año para su papel, sea como violinista que como directora.

## Audiencia
| Temporada | Temporada | Episodio número | Episodio número | Episodio número | Episodio número | Episodio número | Episodio número | Episodio número | Episodio número | Episodio número | Episodio número | Episodio número | Episodio número | Promedio |
| Temporada | Temporada | 1               | 2               | 3               | 4               | 5               | 6               | 7               | 8               | 9               | 10              | 11              | 12              | Promedio |
| --------- | --------- | --------------- | --------------- | --------------- | --------------- | --------------- | --------------- | --------------- | --------------- | --------------- | --------------- | --------------- | --------------- | -------- |
|           | 1         | 809             | 978             | 1087            | —               | —               | —               | —               | —               | 913             | 1148            | 1160            | 1471            | ND       |

| Episodio | Fecha de emisión        | Índices de audiencia (Nielsen Korea) | Índices de audiencia (Nielsen Korea) |
| Episodio | Fecha de emisión        | Nacional                             | Seúl                                 |
| --- | ----------------------- | ------------------------------------ | ------------------------------------ |
| 1 | 9 de diciembre de 2023  | 4,192 % (1.ª)                        | 4,546 % (1.ª)                        |
| 2 | 10 de diciembre de 2023 | 4,844 % (2.ª)                        | 5,699 % (1.ª)                        |
| 3 | 16 de diciembre de 2023 | 5,402 % (1.ª)                        | 6,013 % (1.ª)                        |
| 4 | 17 de diciembre de 2023 | 6,010 % (1.ª)                        | 6,1 %                                |
| 5 | 23 de diciembre de 2023 | 5,186 % (1.ª)                        | ND                                   |
| 6 | 24 de diciembre de 2023 | 5,275 % (1.ª)                        | ND                                   |
| 7 | 30 de diciembre de 2023 | 5,256 % (1.ª)                        | 6,2 %                                |
| 8 | 31 de diciembre de 2023 | 4,978 % (1.ª)                        | ND                                   |
| 9 | 6 de enero de 2024      | 4,656 % (1.ª)                        | 4,893 % (1.ª)                        |
| 10 | 7 de enero de 2024      | 5,421 % (1.ª)                        | 5,497 % (1.ª)                        |
| 11 | 13 de enero de 2024     | 5,997 % (1.ª)                        | 6,746 % (1.ª)                        |
| 12 | 14 de enero de 2024     | 6,784 % (1.ª)                        | 6,740 % (1.ª)                        |
| Promedio | Promedio                | 5,333 %                              | —                                    |
| - En la tabla superior, los números azules representan las calificaciones más bajas y los números rojos representan las más altas. - 'ND' señala que no se dispone del dato para la fecha correspondiente. - Esta serie se transmite en un canal de cable/televisión de pago, que normalmente tiene una audiencia menor respecto a las emisoras de televisión públicas/gratuitas (KBS, SBS, MBC y EBS). |                         |                                      |                                      |